# Arandas (Franciaország)
Arandas település Franciaországban, Ain megyében. Lakosainak száma 140 fő (2022. január 1.). Arandas Argis, La Burbanche, Conand, Ordonnaz, Saint-Rambert-en-Bugey és Tenay községekkel határos.

## Népesség
A település népességének változása:
| Lakosok száma | 143  | 145  | 128  | 155  | 158  | 153  | 144  | 143  | 143  | 140  |
|               | 1968 | 1982 | 1990 | 2006 | 2013 | 2015 | 2017 | 2019 | 2020 | 2022 |